# 早田順一
早田 順一（はやた じゅんいち、1966年〈昭和41年〉12月15日 - ）は、日本の政治家。熊本県山鹿市長（2期）。元熊本県議会議員（3期）、元山鹿市議会議員、元鹿北町議会議員。

## 来歴
熊本県山鹿市出身。鹿北町立広見小学校、鹿北町立鹿北中学校、熊本県立鹿本高等学校卒業。1985年（昭和60年）、拓殖大学に入学。1987年（昭和62年）、九州産業大学経営学部産業経営学科に編入。1991年（平成3年）、同大学卒業。
鹿北町議会議員、山鹿市議会議員を経て、2007年（平成19年）の熊本県議会議員選挙に無所属で立候補し初当選した。その後、自民党に所属。
2021年（令和3年）1月31日に行われた山鹿市長選挙に立候補し、元市議の永田健ら2候補を破り初当選した。2月20日、市長就任。
2025年（令和7年）1月26日に告示された山鹿市長選挙には、早田のほか立候補者はおらず無投票で再選。